# بلاذر راتينجي
بلاذر راتينجي (الاسم العلمي: Anacardium spruceanum) هو نوع من النباتات يتبع جنس البلاذر من فصيلة البلاذرية.